# 양양 (1979년)
양양(본명: 김현미, 1982년 2월 4일 ~ )은 대한민국의 가수이다.

## 학력
- 부천정보산업고등학교 졸업

## 데뷔
- 2011년 싱글 앨범 "못난이"

## 음반
- 2009년 EP 땡겨
- 2011년 싱글 못난이
- 2014년 정규 여자는
- 2014년 정규 여자는 New
- 2019년 싱글 달콤한 입술

## 수상
- 2009년 제15회 전국국악경연대회 민요부문 3위
- 2011년 제19회 대한민국문화연예대상 가요부문 성인가요 신인상
- 2012년 대한민국 충효대상
- 2012년 대한민국을 빛낸 자랑스런 한국인대상
- 2013년 제21회 대한민국문화연예대상 성인가요부문 우수상